# Allotrichoma afrum
Allotrichoma afrum är en tvåvingeart som beskrevs av Canzoneri 1982. Allotrichoma afrum ingår i släktet Allotrichoma och familjen vattenflugor.
Artens utbredningsområde är Sierra Leone. Inga underarter finns listade i Catalogue of Life.